# Nototriton stuarti
Nototriton stuarti é uma espécie de salamandra da família Plethodontidae.
É endémica da Guatemala.
Os seus habitats naturais são: florestas subtropicais ou tropicais húmidas de baixa altitude.